# Zisterzienserkloster Daphni
Das ehemalige Zisterzienserkloster Daphni befand sich in dem 11 km westlich des Stadtzentrums von Athen an einem niedrigen Pass durch das Egaleo-Gebirge bei dem zur Gemeinde Chaidari gehörenden Vorort Dafni.

## Geschichte
Zur Geschichte vor 1209 und nach 1458 siehe den Hauptartikel Kloster Daphni.
Die im Jahr 1180 an der Stelle einer frühchristlichen Kirche errichtete Anlage wurde im Jahr 1209 nach der fränkischen Eroberung im Vierten Kreuzzug vom Großherrn von Theben und Athen Otto de la Roche dem Zisterzienser-Orden übergeben und der Abtei Bellevaux in Burgund unterstellt, die sein Urgroßvater 1119 gegründet hatte. Der französische Name des Klosters lautete Dalphin oder Dalphiner. Damit gehörte es der Filiation der Primarabtei Morimond an. 1271 beschloss das Generalkapitel des Zisterzienserordens, die Zisterzienserinnenabtei Conversano in Apulien der Aufsicht des Abtes von Daphni zu unterstellen. Nach 1276 war Daphni das einzige im kontinentalen Griechenland verbliebene Zisterzienserkloster. Im Jahr 1283 war ein Peter Abt, 1308 ein Jakob, im 14. Jahrhundert ein Jean Fondremand und 1412 Peter Strosberch. 1306 baten der Bischof von Kefalonia und die Fürstin Isabella von Achaia Papst Clemens V. um Unterstellung der Kirche Santa Maria de Camina in der Diözese Olenos unter das Kloster. Mit der osmanischen Eroberung Athens im Jahr 1458 mussten die Zisterzienser das Kloster verlassen, das bis 1821 als orthodoxes Kloster weitergeführt wurde.

## Bauten und Anlage
Siehe zunächst den Hauptartikel Kloster Daphni.
Die Zisterzienser ließen die Bauten jedenfalls weitgehend unverändert. Verändert wurde die tonnengewölbte Krypta unter dem Narthex, die zu einer Grablege für die fränkischen Herzöge von Athen umgestaltet wurde, Der Kreuzgang stammt erst aus nachzisterziensischer Periode. Unklar ist, wieweit die spitzbogige Westfassade unter den Zisterziensern umgestaltet wurde, wofür stilistische Argumente sprechen dürften.